# Lijst van nummer 1-hits in Noorwegen in 1994
Deze hits stonden in 1994 op nummer 1 in de VG-lista, de bekendste hitlijst in Noorwegen.
| Week | Artiest                           | Titel                   |
| ---- | --------------------------------- | ----------------------- |
| 1    | Bryan Adams                       | Please Forgive Me       |
| 2    | Aerosmith                         | Cryin'                  |
| 3    | Bryan Adams, Rod Stewart, & Sting | All for Love            |
| 4    | Bryan Adams, Rod Stewart, & Sting | All for Love            |
| 5    | Bryan Adams, Rod Stewart, & Sting | All for Love            |
| 6    | Bryan Adams, Rod Stewart, & Sting | All for Love            |
| 7    | Bryan Adams, Rod Stewart, & Sting | All for Love            |
| 8    | Bryan Adams, Rod Stewart, & Sting | All for Love            |
| 9    | Sissel Kyrkjebø                   | Se ilden lyse           |
| 10   | Sissel Kyrkjebø                   | Se ilden lyse           |
| 11   | Sissel Kyrkjebø                   | Se ilden lyse           |
| 12   | Enigma                            | Return to Innocence     |
| 13   | Enigma                            | Return to Innocence     |
| 14   | Enigma                            | Return to Innocence     |
| 15   | Bruce Springsteen                 | Streets of Philadelphia |
| 16   | Bruce Springsteen                 | Streets of Philadelphia |
| 17   | Bruce Springsteen                 | Streets of Philadelphia |
| 18   | Bruce Springsteen                 | Streets of Philadelphia |
| 19   | Bruce Springsteen                 | Streets of Philadelphia |
| 20   | Bruce Springsteen                 | Streets of Philadelphia |
| 21   | Beck Hansen                       | Loser                   |
| 22   | Beck Hansen                       | Loser                   |
| 23   | Beck Hansen                       | Loser                   |
| 24   | Crash Test Dummies                | Mmm Mmm Mmm Mmm         |
| 25   | Crash Test Dummies                | Mmm Mmm Mmm Mmm         |
| 26   | Crash Test Dummies                | Mmm Mmm Mmm Mmm         |
| 27   | Crash Test Dummies                | Mmm Mmm Mmm Mmm         |
| 28   | Crash Test Dummies                | Mmm Mmm Mmm Mmm         |
| 29   | Crash Test Dummies                | Mmm Mmm Mmm Mmm         |
| 30   | Wet Wet Wet                       | Love is all around      |
| 31   | Wet Wet Wet                       | Love is all around      |
| 32   | Wet Wet Wet                       | Love is all around      |
| 33   | Wet Wet Wet                       | Love is all around      |
| 34   | Wet Wet Wet                       | Love is all around      |
| 35   | Wet Wet Wet                       | Love is all around      |
| 36   | Wet Wet Wet                       | Love is all around      |
| 37   | Wet Wet Wet                       | Love is all around      |
| 38   | Wet Wet Wet                       | Love is all around      |
| 39   | Wet Wet Wet                       | Love is all around      |
| 40   | Wet Wet Wet                       | Love is all around      |
| 41   | Rednex                            | Cotton Eye Joe          |
| 42   | Rednex                            | Cotton Eye Joe          |
| 43   | Rednex                            | Cotton Eye Joe          |
| 44   | Rednex                            | Cotton Eye Joe          |
| 45   | Rednex                            | Cotton Eye Joe          |
| 46   | Rednex                            | Cotton Eye Joe          |
| 47   | Rednex                            | Cotton Eye Joe          |
| 48   | Rednex                            | Cotton Eye Joe          |
| 49   | Rednex                            | Cotton Eye Joe          |
| 50   | Rednex                            | Cotton Eye Joe          |
| 51   | Rednex                            | Cotton Eye Joe          |
| 52   | Rednex                            | Cotton Eye Joe          |